# Férfi labdarúgótorna a 2024. évi nyári olimpiai játékokon
A 2024. évi nyári olimpiai játékokon a férfi labdarúgótornát július 24. és augusztus 9. között rendezték. A FIFA alá tartozó nemzeti tagszövetségek kontinentális selejtezőtornákon vívták ki az olimpiára való kijutást. Franciaország a rendező jogán automatikus résztvevője volt a tornának.

## Selejtezők
| Esemény                                   | Dátum                               | Helyszín         | Kvóta | Kvalifikált csapatok                                 |
| ----------------------------------------- | ----------------------------------- | ---------------- | ----- | ---------------------------------------------------- |
| Rendező                                   | –                                   | –                | 1     | Franciaország (FRA)                                  |
| 2022-es U20-as CONCACAF bajnokság         | 2022. június 18. – július 3.        | Honduras         | 2     | Egyesült Államok (USA) · Dominikai Köztársaság (DOM) |
| 2023-as U21-es labdarúgó-Európa-bajnokság | 2023. június 21. – július 8.        | Grúzia · Románia | 3     | Spanyolország (ESP) · Izrael (ISR) · Ukrajna (UKR)   |
| 2023-as U23-as labdarúgó-Afrika-bajnokság | 2023. június 24. – július 8.        | Marokkó          | 3     | Marokkó (MAR) · Egyiptom (EGY) · Mali (MLI)          |
| 2023-as OFC olimpiai selejtező            | 2023. augusztus 27. – szeptember 9. | Új-Zéland        | 1     | Új-Zéland (NZL)                                      |
| 2024-es dél-amerikai olimpiai selejtező   | 2024. január 20. – február 11.      | Venezuela        | 2     | Argentína (ARG) · Paraguay (PAR)                     |
| 2024-es U23-as labdarúgó-Ázsia-bajnokság  | 2024. április 15. – május 3.        | Katar            | 3     | Japán (JPN) · Üzbegisztán (UZB) · Irak (IRQ)         |
| AFC-CAF rájátszás                         | ?                                   | Franciaország    | 1     | Guinea (GUI)                                         |
| Összesen                                  |                                     |                  | 16    |                                                      |

## Sorsolás
Az olimpia csoportbeosztását 2024. március 20-án sorsolták Párizsban. A 16 csapatot 4 kalapban helyezték el. A sorsolást Javier Saviola és Marie-José Pérec végezte el.
| 1. kalap                                                                  | 2. kalap                                                                 | 3. kalap                                                            | 4. kalap                                                                    |
| ------------------------------------------------------------------------- | ------------------------------------------------------------------------ | ------------------------------------------------------------------- | --------------------------------------------------------------------------- |
| - Franciaország (FRA) - Japán (JPN) - Üzbegisztán (UZB) - Argentína (ARG) | - Spanyolország (ESP) - Új-Zéland (NZL) - Paraguay (PAR) - Marokkó (MAR) | - Egyesült Államok (USA) - Egyiptom (EGY) - Irak (IRQ) - Mali (MLI) | - Dominikai Köztársaság (DOM) - Izrael (ISR) - Ukrajna (UKR) - Guinea (GUI) |

## Csoportkör

### Sorrend meghatározása
A csoportokban a sorrendet a következő pontok alapján állapították meg:
1. több szerzett pont az összes csoportmérkőzésen;
2. jobb gólkülönbség az összes csoportmérkőzésen;
3. több szerzett gól az összes csoportmérkőzésen;
4. több szerzett pont az azonosan álló csapatok közötti mérkőzéseken;
5. jobb gólkülönbség az azonosan álló csapatok közötti mérkőzéseken;
6. több szerzett gól az azonosan álló csapatok közötti mérkőzéseken;
7. alacsonyabb fair play pontszám (sárga lap: 1 pont, két sárga lapot követő piros lap: 3 pont, azonnali piros lap: 4 pont, sárga lap és azonnali piros lap: 5 pont);
8. sorsolás.

### A csoport
| Hely. | Csapat                  | M | Gy | D | V | G+ | G– | Gk | P | Továbbjutás |
| ----- | ----------------------- | - | -- | - | - | -- | -- | -- | - | ----------- |
| 1.    | Franciaország (FRA) (H) | 3 | 3  | 0 | 0 | 7  | 0  | +7 | 9 | Negyeddöntő |
| 2.    | Egyesült Államok (USA)  | 3 | 2  | 0 | 1 | 7  | 4  | +3 | 6 | Negyeddöntő |
| 3.    | Új-Zéland (NZL)         | 3 | 1  | 0 | 2 | 3  | 8  | −5 | 3 |             |
| 4.    | Guinea (GUI)            | 3 | 0  | 0 | 3 | 1  | 6  | −5 | 0 |             |

| 2024. július 24. 17:00 |

| Guinea (GUI) | 1–2               | Új-Zéland (NZL)       |
| ------------ | ----------------- | --------------------- |
| Diawara 72'  | (0–1) Jegyzőkönyv | Garbett 25' Waine 76' |

| Allianz Riviera, Nizza Nézőszám: 4909 Játékvezető: Adel Al-Naqbi (Egyesült Arab Emírségekbeli) |

| 2024. július 24. 21:00 |

| Franciaország (FRA)              | 3–0               | Egyesült Államok (USA) |
| -------------------------------- | ----------------- | ---------------------- |
| Lacazette 61' Olise 69' Badé 85' | (0–0) Jegyzőkönyv |                        |

| Stade Vélodrome, Marseille Nézőszám: 48 721 Játékvezető: Yael Falcón (argentin) |

| 2024. július 27. 19:00 |

| Új-Zéland (NZL) | 1–4               | Egyesült Államok (USA)                                         |
| --------------- | ----------------- | -------------------------------------------------------------- |
| Randall 78'     | (0–3) Jegyzőkönyv | Mihailovic 10' (11-esből) Zimmerman 12' Busio 30' Aaronson 58' |

| Stade Vélodrome, Marseille Nézőszám: 9468 Játékvezető: Glenn Nyberg (svéd) |

| 2024. július 27. 21:00 |

| Franciaország (FRA) | 1–0               | Guinea (GUI) |
| ------------------- | ----------------- | ------------ |
| Sildillia 75'       | (0–0) Jegyzőkönyv |              |

| Allianz Riviera, Nizza Nézőszám: 25965 Játékvezető: Ilgiz Tantashev (üzbegisztáni) |

| 2024. július 30. 19:00 |

| Új-Zéland (NZL) | 0–3               | Franciaország (FRA)                |
| --------------- | ----------------- | ---------------------------------- |
|                 | (0–1) Jegyzőkönyv | Mateta 19' Doué 71' Kalimuendo 74' |

| Stade Vélodrome, Marseille Nézőszám: 45790 Játékvezető: Katia García (mexikói) |

| 2024. július 30. 19:00 |

| Egyesült Államok (USA)         | 3–0               | Guinea (GUI) |
| ------------------------------ | ----------------- | ------------ |
| Mihailovic 14' Paredes 31' 75' | (2–0) Jegyzőkönyv |              |

| Stade Geoffroy-Guichard, Saint-Étienne Nézőszám: 6245 Játékvezető: Tess Olofsson (svéd) |

### B csoport
| Hely. | Csapat          | M | Gy | D | V | G+ | G– | Gk | P | Továbbjutás |
| ----- | --------------- | - | -- | - | - | -- | -- | -- | - | ----------- |
| 1.    | Marokkó (MAR)   | 3 | 2  | 0 | 1 | 6  | 3  | +3 | 6 | Negyeddöntő |
| 2.    | Argentína (ARG) | 3 | 2  | 0 | 1 | 6  | 3  | +3 | 6 | Negyeddöntő |
| 3.    | Ukrajna (UKR)   | 3 | 1  | 0 | 2 | 3  | 5  | −2 | 3 |             |
| 4.    | Irak (IRQ)      | 3 | 1  | 0 | 2 | 3  | 7  | −4 | 3 |             |

1. 1 2  Egymás elleni pontok: Marokkó 3, Argentína 0.

| 2024. július 24. 15:00 |

| Argentína (ARG) | 1–2               | Marokkó (MAR)               |
| --------------- | ----------------- | --------------------------- |
| Simeone 68'     | (0–1) Jegyzőkönyv | Rahimi 45+2' 51' (11-esből) |

| Stade Geoffroy-Guichard, Saint-Étienne Nézőszám: 26 717 Játékvezető: Glenn Nyberg (svéd) |

| 2024. július 24. 19:00 |

| Irak (IRQ)                                 | 2–1   | Ukrajna (UKR)   |
| ------------------------------------------ | ----- | --------------- |
| Aymen Hussein 57' (11-esből) Ali Jasim 75' | (0–0) | Rubchynskyi 53' |

| Parc Olympique Lyonnais, Décines-Charpieu Nézőszám: 10 637 Játékvezető: Mahmood Ali Ismail (szudáni) |

| 2024. július 27. 15:00 |

| Argentína (ARG)                     | 3–1               | Irak (IRQ)          |
| ----------------------------------- | ----------------- | ------------------- |
| Almada 14' Gondou 62' Fernández 85' | (1–1) Jegyzőkönyv | Aymen Hussein 45+5' |

| Parc Olympique Lyonnais, Décines-Charpieu Nézőszám: 30 008 Játékvezető: Espen Eskås (norvég) |

| 2024. július 27. 17:00 |

| Ukrajna (UKR)               | 2–1               | Marokkó (MAR)         |
| --------------------------- | ----------------- | --------------------- |
| Kryskiv 22' Krasnopir 90+8' | (1–0) Jegyzőkönyv | Rahimi 64' (11-esből) |

| Stade Geoffroy-Guichard, Saint-Étienne Nézőszám: 28 655 Játékvezető: Saíd Martínez (hondurasi) |

| 2024. július 30. 17:00 |

| Ukrajna (UKR) | 0–2               | Argentína (ARG)            |
| ------------- | ----------------- | -------------------------- |
|               | (0–0) Jegyzőkönyv | Almada 47' Echeverri 90+1' |

| Parc Olympique Lyonnais, Décines-Charpieu Nézőszám: 10 017 Játékvezető: Dahane Beida (mauritániai) |

| 2024. július 30. 17:00 |

| Marokkó (MAR)                            | 3–0               | Irak (IRQ) |
| ---------------------------------------- | ----------------- | ---------- |
| Richardson 19' Rahimi 28' Ezzalzouli 36' | (3–0) Jegyzőkönyv |            |

| Allianz Riviera, Nizza Nézőszám: 19 300 Játékvezető: Ramon Abatti (brazil) |

### C csoport
| Hely. | Csapat                      | M | Gy | D | V | G+ | G– | Gk | P | Továbbjutás |
| ----- | --------------------------- | - | -- | - | - | -- | -- | -- | - | ----------- |
| 1.    | Egyiptom (EGY)              | 3 | 2  | 1 | 0 | 3  | 1  | +2 | 7 | Negyeddöntő |
| 2.    | Spanyolország (ESP)         | 3 | 2  | 0 | 1 | 6  | 4  | +2 | 6 | Negyeddöntő |
| 3.    | Dominikai Köztársaság (DOM) | 3 | 0  | 2 | 1 | 2  | 4  | −2 | 2 |             |
| 4.    | Üzbegisztán (UZB)           | 3 | 0  | 1 | 2 | 2  | 4  | −2 | 1 |             |

| 2024. július 24. 15:00 |

| Üzbegisztán (UZB)           | 1–2               | Spanyolország (ESP)  |
| --------------------------- | ----------------- | -------------------- |
| Shomurodov 45+3' (11-esből) | (1–1) Jegyzőkönyv | Pubill 28' Gómez 62' |

| Parc des Princes, Párizs Nézőszám: 33 732 Játékvezető: Dahane Beida (mauritániai) |

| 2024. július 24. 17:00 |

| Egyiptom (EGY) | 0–0         | Dominikai Köztársaság (DOM) |
| -------------- | ----------- | --------------------------- |
|                | Jegyzőkönyv |                             |

| Stade de la Beaujoire, Nantes Nézőszám: 13 945 Játékvezető: Yoshimi Yamashita (japán) |

| 2024. július 27. 15:00 |

| Dominikai Köztársaság (DOM) | 1–3               | Spanyolország (ESP)               |
| --------------------------- | ----------------- | --------------------------------- |
| Montes de Oca 38'           | (1–1) Jegyzőkönyv | López 24' Baena 55' Gutiérrez 70' |

| Stade Bordeaux-Atlantique, Bordeaux Nézőszám: 16 099 Játékvezető: Adel Al-Naqbi (Egyesült Arab Emírségekbeli) |

| 2024. július 27. 17:00 |

| Üzbegisztán (UZB) | 0–1               | Egyiptom (EGY) |
| ----------------- | ----------------- | -------------- |
|                   | (0–1) Jegyzőkönyv | Ahmed Koka 11' |

| Stade de la Beaujoire, Nantes Nézőszám: 20 658 Játékvezető: Campbell-Kirk Kawana-Waugh (új-zélandi) |

| 2024. július 30. 15:00 |

| Dominikai Köztársaság (DOM) | 1–1               | Üzbegisztán (UZB) |
| --------------------------- | ----------------- | ----------------- |
| Núñez 51' (11-esből)        | (0–0) Jegyzőkönyv | Odilov 58'        |

| Parc des Princes, Párizs Nézőszám: 30 475 Játékvezető: Mahmood Ali Ismail (szudáni) |

| 2024. július 30. 15:00 |

| Spanyolország (ESP) | 1–2               | Egyiptom (EGY)       |
| ------------------- | ----------------- | -------------------- |
| Omorodion 90'       | (0–1) Jegyzőkönyv | Ibrahim Adel 40' 62' |

| Stade Bordeaux-Atlantique, Bordeaux Nézőszám: 12 180 Játékvezető: Drew Fischer (kanadai) |

### D csoport
| Hely. | Csapat         | M | Gy | D | V | G+ | G– | Gk | P | Továbbjutás |
| ----- | -------------- | - | -- | - | - | -- | -- | -- | - | ----------- |
| 1.    | Japán (JPN)    | 3 | 3  | 0 | 0 | 7  | 0  | +7 | 9 | Negyeddöntő |
| 2.    | Paraguay (PAR) | 3 | 2  | 0 | 1 | 5  | 7  | −2 | 6 | Negyeddöntő |
| 3.    | Mali (MLI)     | 3 | 0  | 1 | 2 | 1  | 3  | −2 | 1 |             |
| 4.    | Izrael (ISR)   | 3 | 0  | 1 | 2 | 3  | 6  | −3 | 1 |             |

| 2024. július 24. 19:00 |

| Japán (JPN)                             | 5–0               | Paraguay (PAR) |
| --------------------------------------- | ----------------- | -------------- |
| Mito 18' 63' Yamamoto 69' Fujio 81' 87' | (1–0) Jegyzőkönyv |                |

| Stade Bordeaux-Atlantique, Bordeaux Nézőszám: 14 000 Játékvezető: François Letexier (francia) |

| 2024. július 24. 21:00 |

| Mali (MLI)  | 1–1               | Izrael (ISR)          |
| ----------- | ----------------- | --------------------- |
| Doumbia 63' | (0–0) Jegyzőkönyv | H. Diallo 56' (öngól) |

| Parc des Princes, Párizs Nézőszám: 26 305 Játékvezető: Campbell-Kirk Kawana-Waugh (új-zélandi) |

| 2024. július 27. 19:00 |

| Izrael (ISR)           | 2–4               | Paraguay (PAR)                                   |
| ---------------------- | ----------------- | ------------------------------------------------ |
| Gandelman 53' Gluh 80' | (0–1) Jegyzőkönyv | M. Fernández 25' 90+6' Enciso 69' Balbuena 90+3' |

| Parc des Princes, Párizs Nézőszám: 28 887 Játékvezető: Drew Fischer (kanadai) |

| 2024. július 27. 21:00 |

| Japán (JPN)  | 1–0               | Mali (MLI) |
| ------------ | ----------------- | ---------- |
| Yamamoto 82' | (0–0) Jegyzőkönyv |            |

| Stade Bordeaux-Atlantique, Bordeaux Nézőszám: 9893 Játékvezető: Edina Alves Batista (brazil) |

| 2024. július 30. 21:00 |

| Izrael (ISR) | 0–1               | Japán (JPN)  |
| ------------ | ----------------- | ------------ |
|              | (0–0) Jegyzőkönyv | Hosoya 90+1' |

| Stade de la Beaujoire, Nantes Nézőszám: 11 671 Játékvezető: Saíd Martínez (hondurasi) |

| 2024. július 30. 21:00 |

| Paraguay (PAR)  | 1–0               | Mali (MLI) |
| --------------- | ----------------- | ---------- |
| M. Fernández 5' | (1–0) Jegyzőkönyv |            |

| Parc des Princes, Párizs Nézőszám: 35 736 Játékvezető: Ilgiz Tantashev (üzbegisztáni) |

## Egyenes kieséses szakasz

### Ágrajz
|  |              |                        |                     |                     |   |                     |                     |                |                |               |               |       |       |
|  | Negyeddöntők | Negyeddöntők           | Negyeddöntők        |                     |   | Elődöntők           | Elődöntők           | Elődöntők      |                |               | Döntő         | Döntő | Döntő |
|  | Negyeddöntők | Negyeddöntők           | Negyeddöntők        |                     |   | Elődöntők           | Elődöntők           | Elődöntők      |                |               | Döntő         | Döntő | Döntő |
|  | augusztus 2. |                        |                     |                     |   |                     |                     |                |                |               |               |       |       |
|  |              |                        |                     |                     |   |                     |                     |                |                |               |               |       |       |
|  | A1           | Franciaország (FRA)    | 1                   |                     |   |                     |                     |                |                |               |               |       |       |
|  | A1           | Franciaország (FRA)    | 1                   | augusztus 5.        |   |                     |                     |                |                |               |               |       |       |
|  | B2           | Argentína (ARG)        | 0                   |                     |   |                     |                     |                |                |               |               |       |       |
|  | B2           | Argentína (ARG)        | 0                   |                     |   | Franciaország (FRA) | Franciaország (FRA) | 3              |                |               |               |       |       |
|  | augusztus 2. |                        |                     |                     |   | Franciaország (FRA) | Franciaország (FRA) | 3              |                |               |               |       |       |
|  |              |                        | Egyiptom (EGY)      | Egyiptom (EGY)      | 1 |                     |                     |                |                |               |               |       |       |
|  | C1           | Egyiptom (EGY)         | Egyiptom (EGY)      | Egyiptom (EGY)      | 1 | 1 (5)               |                     |                |                |               |               |       |       |
|  | C1           | Egyiptom (EGY)         |                     |                     |   | 1 (5)               | augusztus 9.        |                |                |               |               |       |       |
|  | D2           | Paraguay (PAR)         | 1 (4)               |                     |   |                     |                     |                |                |               |               |       |       |
|  | D2           | Paraguay (PAR)         | 1 (4)               |                     |   | Franciaország (FRA) | Franciaország (FRA) | 3              |                |               |               |       |       |
|  | augusztus 2. |                        |                     |                     |   | Franciaország (FRA) | Franciaország (FRA) | 3              |                |               |               |       |       |
|  |              |                        | Spanyolország (ESP) | Spanyolország (ESP) | 5 |                     |                     |                |                |               |               |       |       |
|  | B1           | Marokkó (MAR)          | Spanyolország (ESP) | Spanyolország (ESP) | 5 | 4                   |                     |                |                |               |               |       |       |
|  | B1           | Marokkó (MAR)          | augusztus 5.        |                     |   | 4                   |                     |                |                |               |               |       |       |
|  | A2           | Egyesült Államok (USA) | 0                   |                     |   |                     |                     |                |                |               |               |       |       |
|  | A2           | Egyesült Államok (USA) | 0                   |                     |   | Marokkó (MAR)       | Marokkó (MAR)       | 1              | Bronzmérkőzés  | Bronzmérkőzés | Bronzmérkőzés |       |       |
|  | augusztus 2. |                        |                     |                     |   | Marokkó (MAR)       | Marokkó (MAR)       | 1              | Bronzmérkőzés  | Bronzmérkőzés | Bronzmérkőzés |       |       |
|  |              |                        | Spanyolország (ESP) | Spanyolország (ESP) | 2 |                     |                     | augusztus 8.   | augusztus 8.   | augusztus 8.  |               |       |       |
|  | D1           | Japán (JPN)            | Spanyolország (ESP) | Spanyolország (ESP) | 2 | 0                   |                     | augusztus 8.   | augusztus 8.   | augusztus 8.  |               |       |       |
|  | D1           | Japán (JPN)            |                     |                     |   |                     |                     | Egyiptom (EGY) | Egyiptom (EGY) | 0             |               |       |       |
|  | C2           | Spanyolország (ESP)    | 3                   |                     |   |                     |                     | Egyiptom (EGY) | Egyiptom (EGY) | 0             |               |       |       |
|  | C2           | Spanyolország (ESP)    | 3                   |                     |   | Marokkó (MAR)       | Marokkó (MAR)       | 6              |                |               |               |       |       |
|  |              |                        |                     |                     |   | Marokkó (MAR)       | Marokkó (MAR)       | 6              |                |               |               |       |       |

### Negyeddöntők
| 2024. augusztus 2. 15:00 |

| Marokkó (MAR)                                                           | 4–0               | Egyesült Államok (USA) |
| ----------------------------------------------------------------------- | ----------------- | ---------------------- |
| Rahimi 29' (11-esből) Akhomach 63' Hakimi 70' Maouhoub 90+1' (11-esből) | (1–0) Jegyzőkönyv |                        |

| Parc des Princes, Párizs Nézőszám: 42 868 Játékvezető: Yael Falcón (argentin) |

| 2024. augusztus 2. 17:00 |

| Japán (JPN) | 0–3               | Spanyolország (ESP)       |
| ----------- | ----------------- | ------------------------- |
|             | (0–1) Jegyzőkönyv | F. López 11' 73' Ruiz 86' |

| Parc Olympique Lyonnais, Décines-Charpieu Nézőszám: 19 111 Játékvezető: Dahane Beida (mauritániai) |

| 2024. augusztus 2. 19:00 |

| Egyiptom (EGY)                         | 1–1 (h. u.)                 | Paraguay (PAR)                         |
| -------------------------------------- | --------------------------- | -------------------------------------- |
| Adel 88'                               | (0–0, 1–1, 1–1) Jegyzőkönyv | D. Gómez 71'                           |
| Büntetőpárbaj                          |                             |                                        |
| Koka en-Neni El Debes Abdelmaguid Adel | 5–4                         | D. Gómez Pérez Viera M. Gómez Balbuena |

| Stade Vélodrome, Marseille Nézőszám: 23 753 Játékvezető: Glenn Nyberg (svéd) |

| 2024. augusztus 2. 21:00 |

| Franciaország (FRA) | 1–0               | Argentína (ARG) |
| ------------------- | ----------------- | --------------- |
| Mateta 5'           | (1–0) Jegyzőkönyv |                 |

| Stade Bordeaux-Atlantique, Bordeaux Nézőszám: 37 153 Játékvezető: Ilgiz Tantashev (üzbegisztáni) |

### Elődöntők
| 2024. augusztus 5. 18:00 |

| Marokkó (MAR)         | 1–2               | Spanyolország (ESP)      |
| --------------------- | ----------------- | ------------------------ |
| Rahimi 37' (11-esből) | (1–0) Jegyzőkönyv | F. López 65' Sánchez 86' |

| Stade Vélodrome, Marseille Nézőszám: 59 882 Játékvezető: Ilgiz Tantashev (üzbegisztáni) |

| 2024. augusztus 5. 21:00 |

| Franciaország (FRA)       | 3–1 (h. u.)                 | Egyiptom (EGY) |
| ------------------------- | --------------------------- | -------------- |
| Mateta 83' 99' Olise 108' | (0–0, 1–1, 2–1) Jegyzőkönyv | Saber 62'      |

| Parc Olympique Lyonnais, Décines-Charpieu Nézőszám: 47 530 Játékvezető: Saíd Martínez (hondurasi) |

### Bronzmérkőzés
| 2024. augusztus 8. 17:00 |

| Egyiptom (EGY) | 0–6               | Marokkó (MAR)                                                      |
| -------------- | ----------------- | ------------------------------------------------------------------ |
|                | (0–2) Jegyzőkönyv | Ezálzúlí 23' Rahimi 26' 64' El Khannouss 51' Nakach 73' Hakimi 87' |

| Stade de la Beaujoire, Nantes Nézőszám: 27 391 Játékvezető: Espen Eskås (norvég) |

### Döntő
| 2024. augusztus 9. 18:00 |

| Franciaország (FRA)                              | 3–5 (h. u.)                 | Spanyolország (ESP)                            |
| ------------------------------------------------ | --------------------------- | ---------------------------------------------- |
| Millot 11' Akliouche 79' Mateta 90+3' (11-esből) | (1–3, 3–3, 4–3) Jegyzőkönyv | F. López 18' 25' Baena 28' Camello 100' 120+1' |

| Parc des Princes, Párizs Nézőszám: 44 260 Játékvezető: Ramon Abatti (brazil) |

## Végeredmény
| Helyezés | Csapat                      |
| -------- | --------------------------- |
| Arany    | Spanyolország (ESP)         |
| Ezüst    | Franciaország (FRA)         |
| Bronz    | Marokkó (MAR)               |
| 4.       | Egyiptom (EGY)              |
| 5.       | Japán (JPN)                 |
| 6.       | Paraguay (PAR)              |
| 7.       | Argentína (ARG)             |
| 8.       | Egyesült Államok (USA)      |
| 9.       | Ukrajna (UKR)               |
| 10.      | Irak (IRQ)                  |
| 11.      | Új-Zéland (NZL)             |
| 12.      | Dominikai Köztársaság (DOM) |
| 13.      | Üzbegisztán (UZB)           |
| 14.      | Mali (MLI)                  |
| 15.      | Izrael (ISR)                |
| 16.      | Guinea (GUI)                |